# Karina Bryant
Karina Louise Bryant (Kingston upon Thames, 27 de enero de 1979) es una deportista británica que compite en judo.
Participó en cuatro Juegos Olímpicos, entre los años 2000 y 2012, obteniendo una medalla de bronce en Londres 2012, en la categoría de +78 kg. Ganó siete medallas en el Campeonato Mundial de Judo entre los años 1999 y 2009, y ocho medallas en el Campeonato Europeo de Judo entre los años 1998 y 2012.

## Palmarés internacional
| Juegos Olímpicos   | Juegos Olímpicos         | Juegos Olímpicos  | Juegos Olímpicos |
| Año                | Lugar                    | Medalla           | Categoría        |
| ------------------ | ------------------------ | ----------------- | ---------------- |
| 2012               | Londres (Reino Unido)    | Medalla de bronce | +78 kg           |
| Campeonato Mundial |                          |                   |                  |
| Año                | Lugar                    | Medalla           | Categoría        |
| 1999               | Birmingham (Reino Unido) | Medalla de bronce | +78 kg           |
| 2001               | Múnich (Alemania)        | Medalla de plata  | Abierta          |
| 2003               | Osaka (Japón)            | Medalla de plata  | Abierta          |
| 2003               | Osaka (Japón)            | Medalla de bronce | +78 kg           |
| 2005               | El Cairo (Egipto)        | Medalla de plata  | +78 kg           |
| 2005               | El Cairo (Egipto)        | Medalla de plata  | Abierta          |
| 2009               | Róterdam (Países Bajos)  | Medalla de plata  | +78 kg           |
| Campeonato Europeo |                          |                   |                  |
| Año                | Lugar                    | Medalla           | Categoría        |
| 1998               | Oviedo (España)          | Medalla de oro    | +78 kg           |
| 2000               | Breslavia (Polonia)      | Medalla de oro    | +78 kg           |
| 2001               | París (Francia)          | Medalla de bronce | Abierta          |
| 2003               | Düsseldorf (Alemania)    | Medalla de oro    | +78 kg           |
| 2004               | Bucarest (Rumania)       | Medalla de plata  | +78 kg           |
| 2005               | Róterdam (Países Bajos)  | Medalla de oro    | +78 kg           |
| 2010               | Viena (Austria)          | Medalla de bronce | +78 kg           |
| 2012               | Cheliábinsk (Rusia)      | Medalla de bronce | +78 kg           |